# Witteveen
Witteveen é uma cidade dos Países Baixos, na província de Drente, pertencente ao município de Midden-Drente, e está situada a 16 quilômetros, a nordeste de Hoogeveen.

Em 2001, a cidade de Witteveen tinha 160 habitantes. A área urbana da cidade é de 0.049 quilômetros quadrados, e tem 47 residências. A área de Witteveen, que também inclui as partes periféricas da cidade, bem como a zona rural circundante, tem uma população estimada em 620 habitantes.